# Nguna
Nguna (englisch Nguna Island) ist eine Insel vor der Nordküste von Efate, Vanuatu, in der Undine Bay im Osten des Korallenmeers.
Sie grenzt östlich an die Insel Pele und im Westen an Moso.

## Geographie
Die Insel wird von zwei erloschenen Vulkankratern halbiert; der Höhere der beiden ist der Mount Taputoara mit 593 Metern Höhe.
Das Nguna-Pele Marine Protected Area Network wurde 2003 gegründet, um die gefährdeten Korallenriffe im Gebiet der Inseln Nguna und Pele zu schützen und zu erhalten.  Sechzehn Vereinigungen der beiden Inseln arbeiten gemeinsam daran, Sperrgebiete zu bewahren, welche von Bezirksleitern, Gemeinderäten und lokalen NGOs errichtet wurden. Unterstützung erhalten sie dabei von Freiwilligen des Friedenscorps.

## Bevölkerung
Auf Nguna gibt es 13 Gemeinden, welche sich im Norden, Osten und Süden der Insel befinden; der Westen hingegen ist weitgehend unbewohnt. Bei der Volkszählung 2009 wurden etwa 1300 Bewohner auf der Insel registriert.

## Tourismus
Nguna Island ist im Bereich Tourismus die am weitesten entwickelte der Outer Efate Islands. Es gibt etwa 10 Bungalows und Gasthäuser; des Weiteren werden diverse Aktivitäten angeboten, zum Beispiel Tauchkurse im Bereich der Nguna Pele Marine Protected Area oder Wanderungen auf den erloschenen Vulkankratern. Die Übernachtungsangebote haben ihr Zentrum in der Gemeinde Taloa im Süden der Insel, allerdings gibt es auch in den anderen Gemeinden Schlafmöglichkeiten. Nguna kann mit dem Boot vom Emua Wharf (auf Efate) aus erreicht werden.